# Campbellalbatros
De campbellalbatros (Thalassarche impavida) is een vogel uit de familie van de albatrossen (Diomedeidae). De soort werd in 1912 door Gregory Macalister Mathews als ondersoort Thalassarche melanophris impavida beschreven. Het is een endemische broedvogel van het Campbelleiland, een afgelegen Sub-Antarctisch eiland behorend bij Nieuw-Zeeland.

## Kenmerken
De vogel is 88 tot 90 cm lang en heeft een spanwijdte van 205 tot 240 cm. Deze zeevogel is zwart van boven en de ondervleugels hebben relatief brede, donkere randen aan zowel de voorkant als de achterkant.Verder heeft hij een witte kop, een grote gele snavel en een zwartachtige, langwerpige vlek rondom de ogen.

## Verspreiding en leefgebied
Deze soort broedt uitsluitend op het Campbelleiland aan de noord- en westkust van het eiland op rotsrichels en hellingen met modderige bodem of begroeid met grote graspollen. De vogel foerageert op open zee binnen een groot gebied in de Indische Oceaan en de Grote Oceaan, rondom Nieuw-Zeeland en tot aan de zuidwestkust van Australië.

## Status
De campbellalbatros heeft een beperkt broedgebied en daardoor is de populatie kwetsbaar.. De grootte van de populatie werd in 2014 door BirdLife International geschat op 43.300 volwassen individuen en de populatie-aantallen zijn sinds 1984 stabiel en mogelijk toenemend. In de periode voor 1984 gingen de aantal in hoog tempo achteruit door de uitgebreide visserij-inspanning (langelijnvisserij). De beroepsvisserij op zee blijft een potentieel risico en daarom staat deze soort als kwetsbaar op de Rode Lijst van de IUCN.